# Pterokarija
Pterokarija (lat. Pterocarya), rod drveća iz porodice orahovki, dio je potporodice Juglandoideae. Postoji 6 vrsta, jedna s Kavkaza, a ostale iz Kine, Indokine i Japana

## Vrste
1. Pterocarya fraxinifolia (Poir.) Spach
2. Pterocarya hupehensis Skan
3. Pterocarya macroptera Batalin
4. Pterocarya rhoifolia Siebold & Zucc.
5. Pterocarya stenoptera C.DC.
6. Pterocarya tonkinensis (Franch.) Dode